# Lahitte
Lahitte è un comune francese di 263 abitanti situato nel dipartimento del Gers nella regione dell'Occitania. Il paese sorge su una modesta altura compresa fra i corsi d'acqua ruisseau du Baque e ruisseau de Leboulin, che confluiscono poco più a Ovest.
Verso il X secolo fu costruito un castello fortificato, distrutto in seguito; una torre del castello divenne il campanile della attuale chiesa parrocchiale, risalente al secolo XVIII. Nel municipio è conservato un documento del 1230 ove il signore di La Hitte accorda alcuni privilegi agli abitanti del borgo.

## Società

### Evoluzione demografica
Abitanti censiti